# Митний кодекс України
Митний кодекс України — чинний з 2012 року кодекс, що визначає засади організації та здійснення митної справи в Україні, регулює економічні, організаційні, правові, кадрові та соціальні аспекти діяльності органів митниці України.

## Історія
Перший Митний кодекс України, був прийнятий Верховною Радою 12 грудня 1991, і набув чинності з 1 січня 1992. У Кодексі, що регламентував головні аспекти митної справи, зокрема зазначалося, що «митна справа в Україні розвивається у напрямі гармонізації та уніфікації із загальноприйнятими у міжнародній практиці нормами та стандартами» (ст. 1). Разом із законами України «Про митну справу в Україні», «Про зовнішньоекономічну діяльність» (від 16 квітня 1991 р.), «Про Єдиний митний тариф»(від 5 лютого 1992 р.) Митний кодекс став законодавчою основою організації митної справи та утворення митної системи незалежної України.
В процесі удосконалення митного законодавства був розроблений і 11 липня 2002 прийнятий Верховною Радою України новий Митний кодекс України, який набув чинності з 1 січня 2004. У Кодексі закріплена створена на той момент структура митних органів України, визначений статус та повноваження всіх елементів цієї структури — від центрального апарату Державної митної служби до митниць і спеціалізованих митних управлінь та організацій.
Наступні зміни в діяльності Держмитслужби знайшли відображення у новому Митному кодексі, який був прийнятий Верховною Радою України 13 березня 2012 р. й набув чинності з 1 червня 2012 р.
Станом на листопад 2024 розробляється новий Митний кодекс України, який поєднуватиме чинні норми європейського митного законодавства.